# Loborika Favorit Team
L'equip Loborika Favorit Team (codi UCI: LOB) va ser un equip ciclista croat que va tenir categoria continental. Creat el 2008 va desaparèixer el 2012.

## Principals victòries
- Trofeu Zssdi: Tomislav Dančulović (2009)
- The Paths of King Nikola: Radoslav Rogina (2009)
- Trofeu internacional Bastianelli: Radoslav Rogina (2009), Kristijan Đurasek (2011)
- Gran Premi Betonexpressz 2000: Hrvoje Miholjević (2010)
- Volta al Marroc: Dean Podgornik (2010)
- Banja Luka-Belgrad II: Matija Kvasina (2011)
- Gran Premi Raiffeisen: Tomislav Dančulović (2011)
- Gran Premi Miskolc: Matija Kvasina (2011)
- Gran Premi Folignano: Kristijan Đurasek (2011)

### Grans Voltes
- Tour de França
  - 0 participacions
- Giro d'Itàlia
  - 0 participacions
- Volta a Espanya
  - 0 participacions

## Classificacions UCI
L'equip participava en les proves dels circuits continentals i principalment en les curses del calendari de l'UCI Europa Tour.
UCI Àfrica Tour
| Temporada | Classificació per equips | Millor ciclista en la classificació individual |
| --------- | ------------------------ | ---------------------------------------------- |
| 2010      | 3r                       | Dean Podgornik (9è)                            |

UCI Àsia Tour
| Temporada | Classificació per equips | Millor ciclista en la classificació individual |
| --------- | ------------------------ | ---------------------------------------------- |
| 2009      | 19è                      | Radoslav Rogina (27è)                          |
| 2010      | 12è                      | Radoslav Rogina (10è)                          |
| 2011      | 29è                      | Tomislav Dančulović (105è)                     |

UCI Europa Tour
| Temporada | Classificació per equips | Millor ciclista en la classificació individual |
| --------- | ------------------------ | ---------------------------------------------- |
| 2009      | 36è                      | Radoslav Rogina (72è)                          |
| 2010      | 45è                      | Radoslav Rogina (74è)                          |
| 2011      | 18è                      | Radoslav Rogina (43è)                          |
| 2012      | -                        | -                                              |